# 요하네스 빌헬름 옌센
요하네스 빌헬름 옌센(Johannes Vilhelm Jensen, 1873년 1월 20일 ~ 1955년 11월 25일)은 덴마크의 소설가이다.
수의(獸醫)의 아들로 윌란반도에서 출생, 약학을 공부했으나 이를 포기하고 작가를 지망했다. 오랫동안 미국, 에스파냐, 파리 등지에서 통신 기자로 일했으며 후에 세계일주 여행길에 일본에 기착하여 1906년 신화 《후지산(富士山)》을 발표했으며 다양한 그의 작가활동 중에서 한 가지를 들어 본다면 노벨 문학상(1944)의 대상이 되었던 <긴 여행(旅行)>(1909-21)이다. 이 작품은 6부로 구성되었는데 빙하기 이전의 시대부터 빙하 시대와 이민, 그리고 바이킹 시대를 거쳐 콜럼버스가 아메리카를 발견하기까지의 인류 진화과정을 그린 문화적·역사적·시적 소설이자 인류의 진화를 과학적으로 기술한 다윈의 진화론에 대한 그의 독자적인 해석을 내린 작품이다. 그 결과 구약성서, 스칸디나비아 신화, 아이슬란드의 사가 등을 이용하여 지질학·인류학·고고학·민족학의 지식을 바탕으로 서술하여 소년시절의 회상이나 그가 얻은 많은 여행에서의 인상도 집어넣고 있다.